# Franco de Appenzell
El franco de Appenzell fue la divisa oficial del cantón suizo de Appenzell Rodas Exteriores entre 1798 y 1850. Estaba subdividido en 10 Batzen, cada uno dividido a su vez en 4 Kreuzer o 16 Pfennig.

## Historia
El franco había sido la moneda oficial de la República Helvética desde 1798. Tras el cese de la emisión de francos por la República en 1803, Appenzell Rodas Exteriores, en 1808 y hasta 1816, comenzó (al igual que otros cantones) a fabricar moneda propia. En 1850 el franco suizo fue reintroducido a la razón de 1 franco de Appenzell = 1,5 francos suizos.

## Monedas
Fueron emitidas monedas de cobre de 1 Pfennig; de vellón de 1 Kreuzer, ½ y 1 Batzen; y de plata de ½, 1, 2 y 4 francos.
- Datos: Q3751677